# Alex Suhr
Alex Suhr, född 7 oktober 1898 i Köpenhamn, död 29 maj 1964, var en dansk skådespelare.

## Filmografi (urval)
- 1927 – Grænsefolket
- 1929 – Hallo, Afrika forude
- 1930 – Pas på Pigerne
- 1932 – Med fuld musik
- 1948 – Hjältar mot sin vilja
- 1963 – Dronningens vagtmester